# Kalimpong
Kalimpong (Népalais : कालिम्पोङ) est une ville située dans l'État indien du Bengale-Occidental. La ville est le siège principal de la subdivision de Kalimpong, une partie du district de Darjeeling. Une importante base militaire de l'Armée indienne est implantée à la périphérie de la ville.

## Géographie
Kalimpong est située dans les collines de Sivalik également appelées « Bas Himalaya ».

## Économie

### Tourisme
Ces dernières années, Kalimpong est devenue une destination touristique importante en raison de son climat tempéré, de sa faune, de sa flore et de la proximité de sites remarquables dans la région.
Kalimpong est célèbre pour son marché aux fleurs et particulièrement pour la grande variété de ses orchidées. L'exportation des fleurs est une part importante de l'économie de la ville.

## Lieux et monuments
On recense à Kalimpong plusieurs monastères bouddhistes, la plupart étant de tradition tibétaine.
Le plus célèbre est le monastère de Tharpa Choling, situé à Tirpai Hill, près de Kalimpong. Il possède une bibliothèque de manuscrits tibétains et de thangkas.

### Établissements scolaires
Kalimpong est connue pour ses nombreux établissements scolaires qui attirent des étudiants de tout le Nord-Est indien et du Bengale-Occidental comme des pays limitrophes (Bhoutan, Népal et Bangladesh).
La Scottish Universities Mission Institution a été la première école à ouvrir ses portes dans la ville en 1886. Les principaux établissements sont : le Kalimpong College, le collège Saint-Augustin fondé par les chanoines de Saint-Maurice et dirigé maintenant par des prêtres diocésains, et l'école Saint-Joseph, réservée aux filles et dirigée par les religieuses de Cluny.

## Galerie

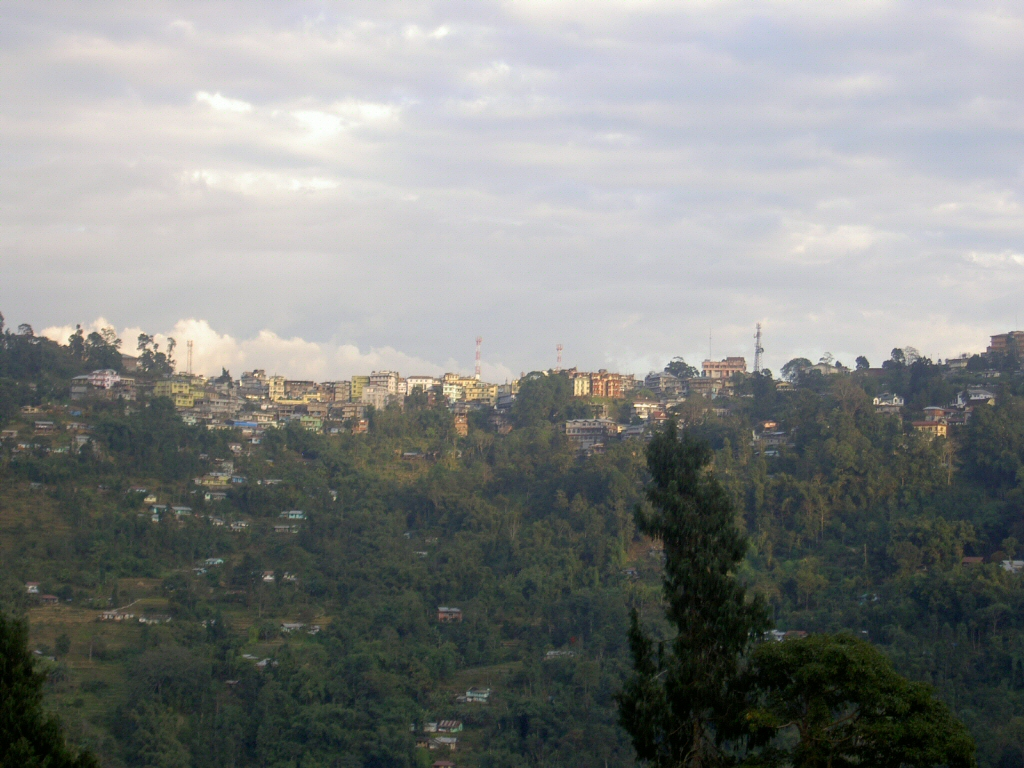
Vue de Kalimpong
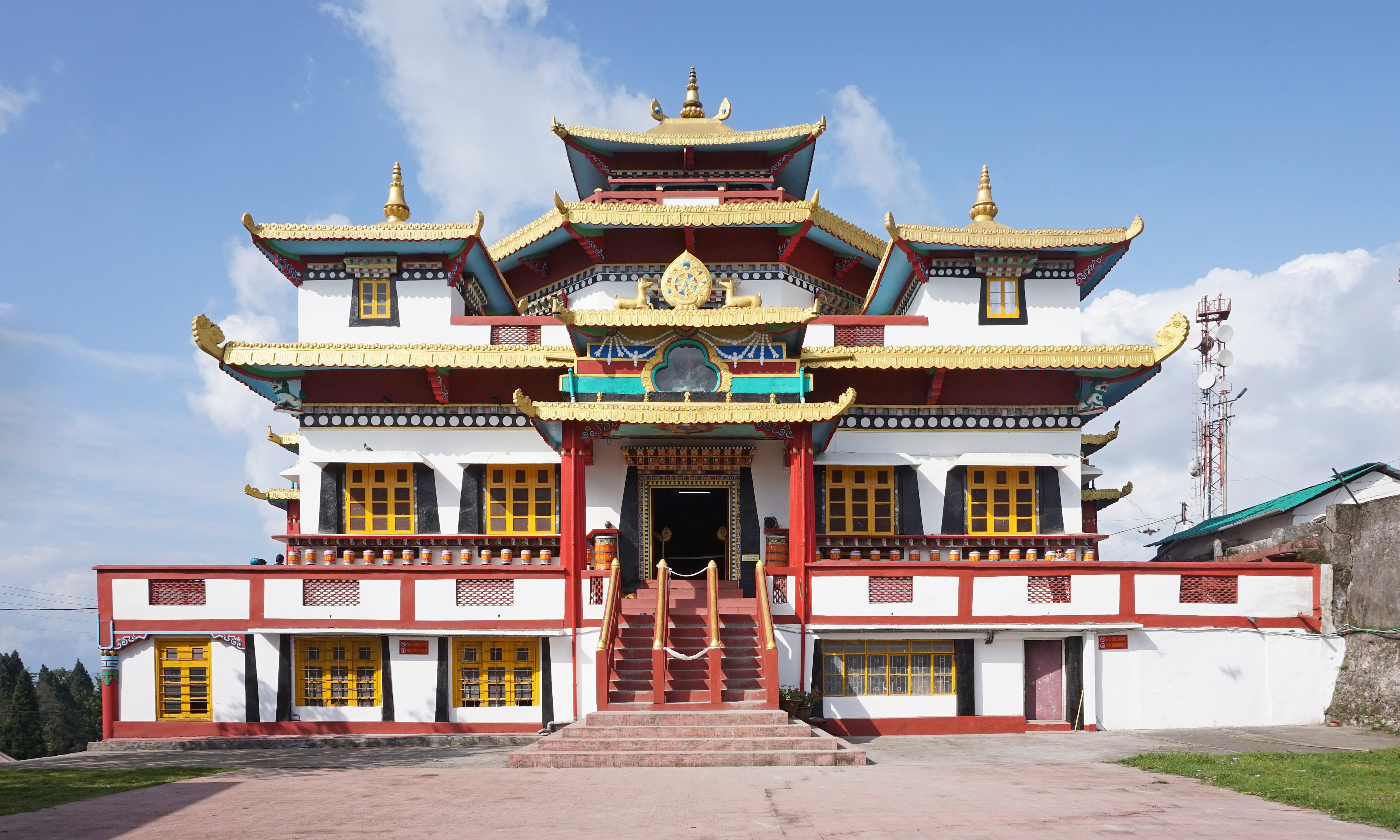
Monastère tibétain de Zang Dhok Palri Phodang
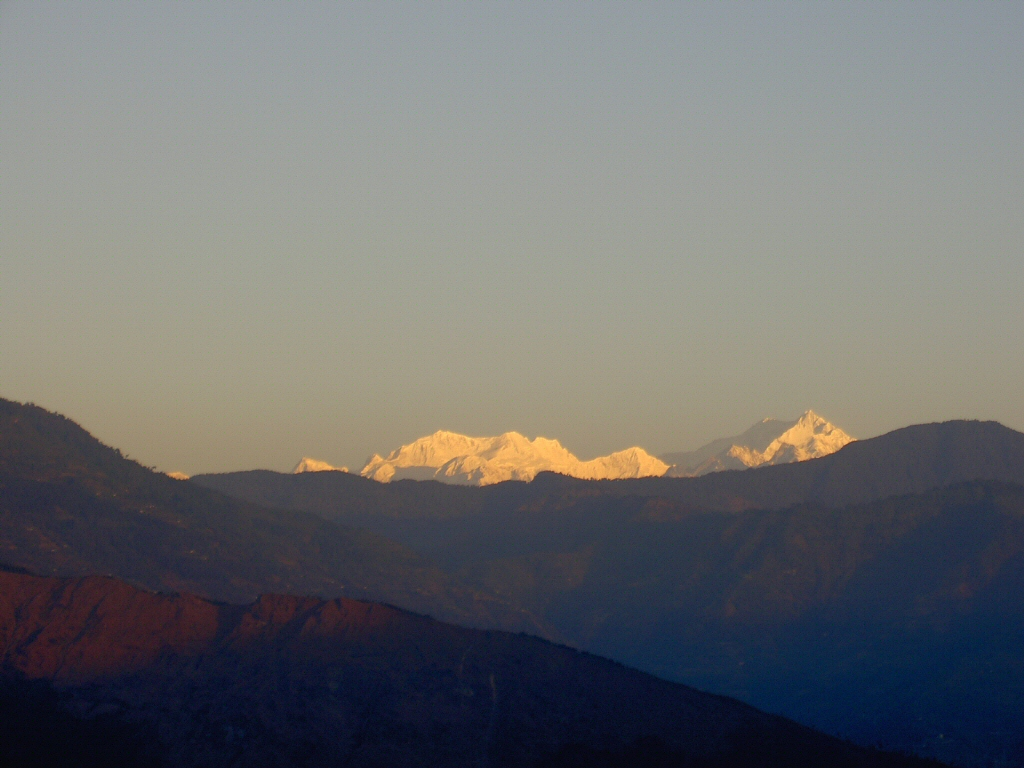
Lever de soleil sur le Kangchenjunga